# Manga più venduti
Questa pagina fornisce una lista dei manga più venduti fino ad oggi. Questo elenco si limita ai manga giapponesi e non include manhwa, manhua o global manga. Le serie sono elencate secondo la stima più alta di vendite dei volumi tankōbon riportato da fonti affidabili.
Le serie in corso sono evidenziate in verde, e tutte le serie sono elencate con il titolo ufficiale italiano quando disponibile. Le fonti che forniscono il numero di copie stampate, al posto di quelle effettivamente vendute, sono denotate da una "†".

## Manga con almeno 20 milioni di copie vendute
| Titolo                                                 | Autore/i                                        | Editore                                                | Target        | Volumi | Anno                 | Vendite approssimative |
| ------------------------------------------------------ | ----------------------------------------------- | ------------------------------------------------------ | ------------- | ------ | -------------------- | ---------------------- |
| One Piece                                              | Eiichirō Oda                                    | Shūeisha                                               | shōnen        | 112    | 1997–in corso        | 521 milioni            |
| Golgo 13                                               | Takao Saitō                                     | Shōgakukan                                             | seinen        | 205    | 1968–in corso        | 300 milioni            |
| Detective Conan                                        | Gōshō Aoyama                                    | Shōgakukan                                             | shōnen        | 105    | 1994–in corso        | 270 milioni            |
| Dragon Ball                                            | Akira Toriyama                                  | Shūeisha                                               | shōnen        | 42     | 1984–1995            | 260 milioni            |
| Naruto                                                 | Masashi Kishimoto                               | Shūeisha                                               | shōnen        | 72     | 1999–2014            | 250 milioni            |
| Doraemon                                               | Fujiko Fujio                                    | Shōgakukan                                             | kodomo        | 53     | 1969–1996            | 250 milioni            |
| Demon Slayer - Kimetsu no yaiba                        | Koyoharu Gotōge                                 | Shūeisha                                               | shōnen        | 23     | 2016-2020            | 220 milioni†           |
| Slam Dunk                                              | Takehiko Inoue                                  | Shūeisha                                               | shōnen        | 31     | 1990–1996            | 185 milioni            |
| Black Jack                                             | Osamu Tezuka                                    | Akita Shoten                                           | shōnen        | 25     | 1973–1983            | 176 milioni†           |
| Kochira Katsushika-ku Kameari kōen-mae hashutsujo      | Osamu Akimoto                                   | Shūeisha                                               | shōnen        | 201    | 1976–2016            | 157 milioni            |
| Crayon Shin-chan                                       | Yoshito Usui                                    | Futabasha                                              | seinen        | 50     | 1990–2010            | 148 milioni            |
| L'attacco dei giganti                                  | Hajime Isayama                                  | Kōdansha                                               | shōnen        | 34     | 2009–2021            | 140 milioni†           |
| Oishinbo                                               | Tetsu Kariya e Akira Hanasaki                   | Shōgakukan                                             | seinen        | 111    | 1983–2014 (in pausa) | 135 milioni            |
| Bleach                                                 | Tite Kubo                                       | Shūeisha                                               | shōnen        | 74     | 2001–2016            | 130 milioni            |
| Le bizzarre avventure di JoJo                          | Hirohiko Araki                                  | Shūeisha                                               | shōnen/seinen | 133    | 1987–in corso        | 120 milioni            |
| Astro Boy                                              | Osamu Tezuka                                    | Kobunsha                                               | shōnen        | 23     | 1952–1968            | 100 milioni            |
| Ken il guerriero                                       | Buronson e Tetsuo Hara                          | Shūeisha                                               | shōnen        | 27     | 1983–1988            | 100 milioni            |
| Kindaichi shōnen no jikenbo                            | Yōzaburō Kanari, Seimaru Amagi e Fumiya Satō    | Kōdansha                                               | shōnen        | 87     | 1992–in corso        | 100 milioni            |
| Touch                                                  | Mitsuru Adachi                                  | Shōgakukan                                             | shōnen        | 26     | 1981–1986            | 100 milioni            |
| Jujutsu kaisen - Sorcery Fight                         | Gege Akutami                                    | Shūeisha                                               | shōnen        | 30     | 2018–2024            | 100 milioni†           |
| Hajime no Ippo                                         | George Morikawa                                 | Kōdansha                                               | shōnen        | 138    | 1989–in corso        | 100 milioni            |
| Kingdom                                                | Yasuhisa Hara                                   | Shūeisha                                               | seinen        | 70     | 2006–in corso        | 100 milioni†           |
| My Hero Academia                                       | Kōhei Horikoshi                                 | Shūeisha                                               | shōnen        | 42     | 2014–2024            | 100 milioni†           |
| Baki the Grappler                                      | Keisuke Itagaki                                 | Akita Shoten                                           | shōnen        | 143    | 1991–in corso        | 100 milioni            |
| Capitan Tsubasa                                        | Yōichi Takahashi                                | Shūeisha                                               | shōnen        | 108    | 1981–in corso        | 90 milioni†            |
| Sazae-san                                              | Machiko Hasegawa                                | Kōdansha                                               | josei         | 68     | 1946–1974            | 86 milioni             |
| Hunter × Hunter                                        | Yoshihiro Togashi                               | Shūeisha                                               | shōnen        | 38     | 1998–in corso        | 84 milioni†            |
| Vagabond                                               | Takehiko Inoue                                  | Kōdansha                                               | seinen        | 37     | 1998–2015 (in pausa) | 82 milioni             |
| Fullmetal Alchemist                                    | Hiromu Arakawa                                  | Enix (2001–2003) Square Enix (2003–2010)               | shōnen        | 27     | 2001–2010            | 80 milioni             |
| Sangokushi                                             | Mitsuteru Yokoyama                              | Ushio Shuppansha                                       | shōnen        | 60     | 1971–1986            | 80 milioni             |
| Yu degli spettri                                       | Yoshihiro Togashi                               | Shūeisha                                               | shōnen        | 19     | 1990–1994            | 78 milioni             |
| Kinnikuman                                             | Yudetamago                                      | Shūeisha                                               | shōnen        | 88     | 1979-in corso        | 77 milioni             |
| Gintama                                                | Hideaki Sorachi                                 | Shūeisha                                               | shōnen        | 77     | 2003-2019            | 73 milioni             |
| Fairy Tail                                             | Hiro Mashima                                    | Kōdansha                                               | shonen        | 63     | 2006-2017            | 72 milioni             |
| Kenshin - Samurai vagabondo                            | Nobuhiro Watsuki                                | Shūeisha                                               | shōnen        | 28     | 1994-1999            | 72 milioni†            |
| Tokyo Revengers                                        | Ken Wakui                                       | Kōdansha                                               | shōnen        | 31     | 2017-2022            | 72 milioni†            |
| Haikyu!! - L'asso del volley                           | Haruichi Furudate                               | Shūeisha                                               | Shōnen        | 45     | 2012–2020            | 70 milioni†            |
| Hanayori Dango                                         | Yōko Kamio                                      | Shūeisha                                               | shōjo         | 37     | 1992–2003            | 61 milioni†            |
| MAJOR                                                  | Takuya Mitsuda                                  | Shōgakukan                                             | shōnen        | 101    | 1994–in corso        | 61 milioni†            |
| Rokudenashi Blues                                      | Masanori Morita                                 | Shūeisha                                               | shōnen        | 42     | 1988–1997            | 60 milioni             |
| Il principe del tennis                                 | Takeshi Konomi                                  | Shūeisha                                               | shōnen        | 42     | 1999–2008            | 60 milioni             |
| Bad Boys                                               | Hiroshi Tanaka                                  | Shōnen Gahōsha                                         | shōnen        | 22     | 1988–1996            | 55 milioni†            |
| H2                                                     | Mitsuru Adachi                                  | Shōgakukan                                             | shōnen        | 34     | 1992–1999            | 55 milioni             |
| Initial D                                              | Shuichi Shigeno                                 | Kōdansha                                               | seinen        | 48     | 1995–2013            | 55 milioni             |
| Ranma ½                                                | Rumiko Takahashi                                | Shōgakukan                                             | shōnen        | 38     | 1987–1996            | 55 milioni†            |
| Minami no teiō                                         | Dai Tennōji e Rikiya Gō                         | Nihon Bungeisha                                        | shōnen        | 159    | 1992–in corso        | 53 milioni             |
| Berserk                                                | Kentarō Miura                                   | Hakusensha                                             | seinen        | 82     | 1989–in corso        | 50 milioni†            |
| Nana                                                   | Ai Yazawa                                       | Shūeisha                                               | shōjo         | 21     | 2000–2009 (in pausa) | 50 milioni             |
| City Hunter                                            | Tsukasa Hōjō                                    | Shūeisha                                               | shōnen        | 35     | 1985–1991            | 50 milioni†            |
| Alé alé alé o-o                                        | Tsukasa Ooshima                                 | Kōdansha                                               | shōnen        | 33     | 1990–2003            | 50 milioni             |
| Devilman                                               | Gō Nagai                                        | Kōdansha                                               | shōnen        | 5      | 1972–1973            | 50 milioni             |
| Il grande sogno di Maya                                | Suzue Miuchi                                    | Hakusensha                                             | shōjo         | 49     | 1976–2012 (in pausa) | 50 milioni             |
| GTO                                                    | Tooru Fujisawa                                  | Kōdansha                                               | shōnen        | 25     | 1997–2002            | 50 milioni             |
| Inuyasha                                               | Rumiko Takahashi                                | Shōgakukan                                             | shōnen        | 56     | 1996–2008            | 50 milioni             |
| Saint Seiya - I Cavalieri dello zodiaco                | Masami Kurumada                                 | Shūeisha                                               | shōnen        | 28     | 1986–1990            | 50 milioni             |
| Cobra                                                  | Buichi Terasawa                                 | Shūeisha                                               | shōnen        | 18     | 1978–1984            | 50 milioni             |
| Sampei                                                 | Takao Yaguchi                                   | Kōdansha                                               | shōnen        | 65     | 1973–1983            | 50 milioni             |
| Dragon Quest: The Adventure of Dai                     | Riku Sanjo e Koji Inada                         | Shūeisha                                               | shōnen        | 37     | 1989–1996            | 50 milioni             |
| Dokaben                                                | Shinji Mizushima                                | Akita Shoten                                           | shōnen        | 48     | 1972–1981            | 48 milioni†            |
| Tokyo Ghoul                                            | Sui Ishida                                      | Shūeisha                                               | seinen        | 30     | 2011–2018            | 47 milioni             |
| Kachō Kōsaku Shima                                     | Kenshi Hirokane                                 | Kōdansha                                               | seinen        | 106    | 1983–in corso        | 47 milioni             |
| Sailor Moon                                            | Naoko Takeuchi                                  | Kōdansha                                               | shōjo         | 18     | 1991–1997            | 46 milioni             |
| Crows                                                  | Hiroshi Takahashi                               | Akita Shoten                                           | shōnen        | 26     | 1990–1998            | 46 milioni             |
| Shizukanaru Don – Yakuza Side Story                    | Tatsuo Nitta                                    | Jitsugyo no Nihon Sha                                  | seinen        | 108    | 1988–2013            | 45 milioni             |
| Shonan junai gumi - La banda dell'amore puro di Shonan | Tōru Fujisawa                                   | Kōdansha                                               | shōnen        | 31     | 1990–1996            | 45 milioni             |
| Dear Boys                                              | Hiroki Yagami                                   | Kōdansha                                               | shōnen        | 81     | 1989–in corso        | 45 milioni             |
| Super Radical Gag Family                               | Kenji Hamaoka                                   | Akita Shoten                                           | shōnen        | 90     | 1993–in corso        | 44 milioni             |
| Be-Bop High School                                     | Kazuhiro Kiuchi                                 | Kōdansha                                               | seinen        | 48     | 1983–2003            | 40 milioni             |
| The Promised Neverland                                 | Kaiu Shirai e Posuka Demizu                     | Shūeisha                                               | shonen        | 20     | 2016–2020            | 41 milioni†            |
| Ōke no monshō                                          | Chieko Hosokawa                                 | Akita Shoten                                           | shōjo         | 66     | 1976–in corso        | 40 milioni             |
| Due come noi!!                                         | Hiroyuki Nishimori                              | Shōgakukan                                             | shōnen        | 38     | 1988–1997            | 40 milioni             |
| Yu-Gi-Oh!                                              | Kazuki Takahashi                                | Shūeisha                                               | shōnen        | 38     | 1996–2004            | 40 milioni†            |
| Ace of Diamond                                         | Yuji Terajima                                   | Kōdansha                                               | shōnen        | 77     | 2006-2022            | 40 milioni             |
| Nodame Cantabile                                       | Tomoko Ninomiya                                 | Kōdansha                                               | josei         | 23     | 2001–2009            | 39 milioni†            |
| Shaman King                                            | Hiroyuki Takei                                  | Shūeisha                                               | shōnen        | 32     | 1998–2004            | 38 milioni             |
| The Seven Deadly Sins                                  | Nakaba Suzuki                                   | Kōdansha                                               | shōnen        | 41     | 2012–2020            | 38 milioni†            |
| 20th Century Boys                                      | Naoki Urasawa                                   | Shōgakukan                                             | seinen        | 22     | 1999–2006            | 36 milioni†            |
| Cooking Papa                                           | Tochi Ueyama                                    | Kōdansha                                               | seinen        | 158    | 1985–in corso        | 36 milioni             |
| Spy × Family                                           | Tatsuya Endo                                    | Shūeisha                                               | shōnen        | 14     | 2019–in corso        | 36 milioni†            |
| Dr. Slump                                              | Akira Toriyama                                  | Shūeisha                                               | shōnen        | 18     | 1980–1984            | 35 milioni†            |
| Worst - La legge del più forte                         | Hiroshi Takahashi                               | Akita Shoten                                           | shōnen        | 33     | 2002–2013            | 35 milioni             |
| Itazura na Kiss                                        | Kaoru Tada                                      | Shūeisha                                               | shōjo         | 23     | 1990–1999            | 35 milioni†            |
| The Chef                                               | Mai Tsurugina, Tadashi Katou                    | Nihon Bungeisha                                        | seinen        | 62     | 1986–2016 (in pausa) | 35 milioni             |
| Lamù                                                   | Rumiko Takahashi                                | Shōgakukan                                             | shōnen        | 34     | 1978–1987            | 35 milioni†            |
| 3x3 occhi                                              | Yuzo Takada                                     | Kōdansha                                               | seinen        | 40     | 1987–2002            | 33 milioni†            |
| Arrivare a te                                          | Karuho Shiina                                   | Shūeisha                                               | shōjo         | 30     | 2005–2017            | 33 milioni†            |
| Chibi Maruko-chan                                      | Momoko Sakura                                   | Shūeisha                                               | shōjo         | 16     | 1986–2009            | 32 milioni†            |
| Kuroko's Basket                                        | Tadatoshi Fujimaki                              | Shūeisha                                               | shōnen        | 30     | 2008–2014            | 31 milioni†            |
| Salaryman Kintarō                                      | Hiroshi Motomiya                                | Shūeisha                                               | seinen        | 30     | 1994–2002            | 30 milioni             |
| Bastard!!                                              | Kazushi Hagiwara                                | Shūeisha                                               | shōnen/seinen | 27     | 1988–2012 (in pausa) | 30 milioni†            |
| Chameleon                                              | Atsushi Kase                                    | Kōdansha                                               | shōnen        | 47     | 1990–1999            | 30 milioni             |
| Death Note                                             | Tsugumi Ōba e Takeshi Obata                     | Shūeisha                                               | shōnen        | 12     | 2003–2006            | 30 milioni†            |
| Gaki Deka                                              | Tatsuhiko Yamagami                              | Akita Shoten                                           | shōnen        | 26     | 1974–1980            | 30 milioni             |
| Jingi                                                  | Tachihara Ayumi                                 | Akita Shoten                                           | seinen        | 81     | 1988–2019            | 30 milioni             |
| Jarinko Chie                                           | Etsumi Haruki                                   | Futabasha                                              | seinen        | 67     | 1978–1997            | 30 milioni†            |
| Shura no mon                                           | Masatoshi Kawahara                              | Kōdansha                                               | shōnen        | 31     | 1987–1996            | 30 milioni†            |
| Tutor Hitman Reborn!                                   | Akira Amano                                     | Shūeisha                                               | shōnen        | 42     | 2004–2012            | 30 milioni†            |
| Yawara! - Jenny la ragazza del judo                    | Naoki Urasawa                                   | Shōgakukan                                             | seinen        | 29     | 1986–1993            | 30 milioni             |
| Ushio e Tora                                           | Kazuhiro Fujita                                 | Shōgakukan                                             | shōnen        | 33     | 1990–1996            | 30 milioni†            |
| One-Punch Man                                          | ONE e Yūsuke Murata                             | Shūeisha                                               | seinen        | 26     | 2012-in corso        | 30 milioni             |
| Black Butler                                           | Yana Toboso                                     | Square Enix                                            | shōnen        | 30     | 2006–in corso        | 30 milioni             |
| Hayate Densetsu Tokkō no Taku                          | Hiroto Saki e Jūzō Tokoro                       | Kōdansha                                               | shōnen        | 27     | 1991–1997            | 30 milioni†            |
| Frieren - Oltre la fine del viaggio                    | Kanehito Yamada, Tsukasa Abe                    | Shogakukan                                             | shonen        | 14     | 2020–in corso        | 30 milioni<            |
| Ransie la strega                                       | Koi Ikeno                                       | Shūeisha                                               | shōjo         | 30     | 1982–1994            | 30 milioni†            |
| Chainsaw Man                                           | Tatsuki Fujimoto                                | Shueisha                                               | shonen        | 19     | 2018-in corso        | 30 milioni}            |
| Toriko                                                 | Mitsutoshi Shimabukuro                          | Shūeisha                                               | Shōnen        | 43     | 2008–2016            | 30 milioni†            |
| Shonan bakusozuku                                      | Satoshi Yoshida                                 | Shōnen Gahōsha                                         | seinen        | 16     | 1982–1988            | 29 milioni             |
| Pokémon - La grande avventura                          | Hidenori Kusaka, Mato, Satoshi Yamamoto         | Shogakukan                                             | kodomo        | 64     | 1997-in corso        | 28 milioni†            |
| Futari Etchi                                           | Katsu Aki                                       | Hakusensha                                             | seinen        | 86     | 1997–in corso        | 27 milioni†            |
| Asari-chan                                             | Mayumi Muroyama                                 | Shōgakukan                                             | shōjo         | 100    | 1978–2014            | 26,5 milioni†          |
| Baribari Legend                                        | Shuichi Shigeno                                 | Kōdansha                                               | shōnen        | 38     | 1983–1991            | 26 milioni†            |
| Classe di ferro                                        | Akira Miyashita                                 | Shūeisha                                               | shōnen        | 34     | 1985–1991            | 26 milioni†            |
| Eyeshield 21                                           | Riichiro Inagaki, Yūsuke Murata                 | Shueisha                                               | Shōnen        | 37     | 2002–2009            | 26 milioni             |
| Yukan Club                                             | Yukari Ichijo                                   | Shūeisha                                               | shōjo         | 19     | 1982–2002            | 25 milioni             |
| D.Gray-man                                             | Katsura Hoshino                                 | Shūeisha                                               | shōnen        | 27     | 2004–in corso        | 25 milioni†            |
| Angel Heart                                            | Tsukasa Hōjō                                    | Shinchosha (prima serie) Tokuma Shoten (seconda serie) | seinen        | 47     | 2001–2017            | 25 milioni†            |
| Assassination Classroom                                | Yūsei Matsui                                    | Shūeisha                                               | Shōnen        | 21     | 2012–2016            | 25 milioni†            |
| Boys Be...                                             | Masahiro Itabashi e Hiroyuki Tamakoshi          | Kōdansha                                               | shōnen        | 32     | 1991–1997            | 25 milioni†            |
| Hikaru no go                                           | Yumi Hotta e Takeshi Obata                      | Shūeisha                                               | shōnen        | 23     | 1998–2003            | 25 milioni             |
| Magi: The Labyrinth of Magic                           | Shinobu Ōtaka                                   | Shōgakukan                                             | shōnen        | 37     | 2009–2017            | 25 milioni†            |
| Maison Ikkoku - Cara dolce Kyoko                       | Rumiko Takahashi                                | Shōgakukan                                             | seinen        | 15     | 1980–1987            | 25 milioni             |
| Miyuki                                                 | Mitsuru Adachi                                  | Shōgakukan                                             | shōnen        | 12     | 1980–1984            | 25 milioni             |
| Seito shokun!                                          | Yoko Shoji                                      | Kōdansha                                               | shōjo         | 65     | 1977–in corso        | 25 milioni             |
| Tsuribaka Nisshi                                       | Jūzō Yamasaki e Kenichi Kitami                  | Shōgakukan                                             | seinen        | 91     | 1979–in corso        | 25 milioni             |
| Rocky Joe                                              | Ikki Kajiwara e Tetsuya Chiba                   | Kōdansha                                               | shōnen        | 20     | 1968–1973            | 25 milioni             |
| Neon Genesis Evangelion                                | Yoshiyuki Sadamoto                              | Kadokawa Shoten                                        | shōnen/seinen | 14     | 1994–2013            | 23 milioni             |
| Abu-san                                                | Shinji Mizushima                                | Shōgakukan                                             | seinen        | 107    | 1973–2014            | 22 milioni             |
| Rookies                                                | Masanori Morita                                 | Shūeisha                                               | shōnen        | 24     | 1998–2003            | 22 milioni             |
| Patalliro!                                             | Mineo Maya                                      | Hakusensha                                             | shōjo         | 94     | 1979–in corso        | 22 milioni†            |
| Zatch Bell!                                            | Makoto Raiku                                    | Shōgakukan                                             | shōnen        | 33     | 2001–2007            | 22 milioni             |
| Terra Formars                                          | Yū Sasuga, Kenichi Tachibana                    | Shūeisha                                               | seinen        | 22     | 2011–2018 (in pausa) | 22 milioni†            |
| Dōbutsu no Oisha-san                                   | Noriko Sasaki                                   | Hakusensha                                             | shōnen        | 12     | 1987–1993            | 21,6 milioni†          |
| Dragon Quest: L'emblema di Roto                        | Chiaki Kawamata, Junji Koyanagi, Kamui Fujiwara | Enix                                                   | shōnen        | 21     | 1991–1997            | 20,9 milioni           |
| Shōnen shōjo Nippon no rekishi                         | Kōta Kodama, Jun Aomura                         | Shōgakukan                                             | kodomo        | 24     | 1981–2018            | 20,2 milioni           |
| Fire Force                                             | Atsushi Ōkubo                                   | Kōdansha                                               | shonen        | 34     | 2015–2022            | 20 milioni             |
| Gantz                                                  | Hiroya Oku                                      | Shūeisha                                               | seinen        | 37     | 2000–2013            | 20 milioni             |
| Ginga densetsu Weed                                    | Yoshihiro Takahashi                             | Nihon Bungeisha                                        | seinen        | 90     | 1999–in corso        | 20 milioni             |
| Jigoku sensei Nūbē                                     | Shō Makura e Takeshi Okano                      | Shūeisha                                               | shōnen        | 31     | 1993–1999            | 20 milioni†            |
| Kaiji                                                  | Nobuyuki Fukumoto                               | Kōdansha                                               | seinen        | 49     | 1996–2009            | 20 milioni             |
| Orange Road                                            | Izumi Matsumoto                                 | Shūeisha                                               | shōnen        | 18     | 1984–1987            | 20 milioni†            |
| Love Hina                                              | Ken Akamatsu                                    | Kōdansha                                               | Shōnen        | 14     | 1998–2001            | 20 milioni             |
| Monster                                                | Naoki Urasawa                                   | Shōgakukan                                             | seinen        | 18     | 1994–2001            | 20 milioni             |
| Negima                                                 | Ken Akamatsu                                    | Kōdansha                                               | shōnen        | 38     | 2003–2012            | 20 milioni             |
| Oh, mia dea!                                           | Kōsuke Fujishima                                | Kōdansha                                               | seinen        | 48     | 1988–2014            | 20 milioni             |
| Shōnen Ashibe                                          | Hiromi Morishita                                | Shūeisha                                               | seinen        | 8      | 1988–1994            | 20 milioni             |
| Lady Oscar                                             | Riyoko Ikeda                                    | Shūeisha                                               | shōjo         | 10     | 1972–1973            | 20 milioni             |
| Sukeban deka                                           | Shinji Wada                                     | Hakusensha                                             | shōjo         | 22     | 1976–1982            | 20 milioni             |
| Tōkyō daigaku monogatari                               | Tatsuya Egawa                                   | Shōgakukan                                             | seinen        | 34     | 1992–2001            | 20 milioni             |
| Food Wars! - Shokugeki no Soma                         | Yuto Tsukuda, Shun Saeki                        | Shūeisha                                               | shōnen        | 36     | 2012–2019            | 20 milioni†            |
| Tsubasa RESERVoir CHRoNiCLE                            | CLAMP                                           | Kōdansha                                               | shōnen        | 28     | 2003–2009            | 20 milioni             |
| Blue Lock                                              | Muneyuki Kaneshiro, Yusuke Nomura               | Kōdansha                                               | shōnen        | 25     | 2018–in corso        | 20 milioni             |